# Trimezia galaxioides
Trimezia galaxioides là một loài thực vật có hoa trong họ Diên vĩ. Loài này được (Gomes) Ravenna miêu tả khoa học đầu tiên năm 1982.